# کلاروس
کلاروس (یونانی: Κλάρος) یک جایگاه مقدس و بست در یونان باستان در ساحل ایونیا بود. این شامل یک معبد و وخشور آپولون بود.